# Zdzisław Szwed
Zdzisław Szwed (ur. 16 kwietnia 1959 w Młodocinie Mniejszym) – polski samorządowiec i urzędnik, w latach 2018–2024 członek zarządu województwa lubelskiego VI kadencji.

## Życiorys
Absolwent Wydziału Elektrycznego Politechniki Lubelskiej. Kształcił się podyplomowo w zakresie zarządzania i finansów w administracji publicznej na Katolickim Uniwersytecie Lubelskim oraz zarządzanie finansami przedsiębiorstwa w Szkole Głównej Handlowej w Warszawie, uzyskał tytuł MBA w Warszawskiej Wyższej Szkole Biznesu. Pracował na stanowiskach kierowniczych urzędzie miasta w Chełmie i starostwie powiatu chełmskiego, a od 2016 do 2018 pełnił funkcję dyrektora Lubelskiego Zarządu Obsługi Przejść Granicznych w Chełmie. Zasiadał w radzie nadzorczej PKP Linii Hutniczej Szerokotorowej, kierował także Chełmskim Towarzystwem Samorządowym.
Zaangażował się w działalność polityczną w ramach Prawa i Sprawiedliwości. W 2010 i 2014 wybierany do rady miejskiej Chełma, a w 2018 do sejmiku lubelskiego. Bez powodzenia kandydował do Sejmu w 2019 i 2023. 21 listopada 2018 powołany na członka zarządu województwa lubelskiego, odpowiedzialnego za rolnictwo, promocję, kulturę, sport i turystykę. Zakończył pełnienie funkcji wraz z całym zarządem 7 maja 2024. W tym samym roku nie uzyskał reelekcji do sejmiku (mandat objął we wrześniu 2024 w miejsce Piotra Rybaka). W lipcu 2024 został prezesem spółki Lubelskie Dworce (był nim do grudnia tegoż roku). W 2000r zdał egzamin państwowy do zasiadania w radach nadzorczych spółek skarbu państwa.

## Odznaczenia
Został odznaczony m.in. Odznaką Honorową za Zasługi dla Samorządu Terytorialnego (2023) , Medalem Stulecia Odzyskanej Niepodległości i "Medalem Pro Patria".